# یاکولت
یاکولت (انگلیسی: Yakult) شرکت صنایع غذایی ژاپنیاست، که در سال ۱۹۳۵ تأسیس شد.